# Бонинконтри (Мантова)
Бонинконтри је насеље у Италији у округу Мантова, региону Ломбардија.
Према процени из 2011. у насељу је живело 12 становника. Насеље се налази на надморској висини од 38 м.